# يوسف رجي
يوسف رجّي أو جو رجّي (من مواليد 20 نوفمبر 1962)، هو دبلوماسي لبناني. يشغل منصب وزير الخارجية والمغتربين في حكومة رئيس الوزراء نواف سلام منذ فبراير 2025. شغل سابقًا منصب سفير لبنان لدى الأردن من عام 2022 حتى 2025.

## حياته المبكرة وتعليمه
وُلد في بيروت في العام 1962 ميلادي. حصل على درجة خاصة في الإعلام والاتصال السياسي من المعهد الفرنسي للصحافة، جامعة باريس الثانية، وعلى ماجستير في العلوم السياسية والإدارية من جامعة القديس يوسف، بيروت – لبنان.

## عمله ووظائفه
شغل رجي العديد من المناصب العامة، بما في ذلك:
- نائب رئيس البعثة في سفارة لبنان في بروكسل.
- مسؤولاً عن الشؤون السياسية والاقتصادية في سفارة لبنان في واشنطن.
- نائب رئيس البعثة الدائمة للبنان لدى الأمم المتحدة والمنظمات الدولية الأخرى ومنظمة التجارة العالمية في جنيف.
- مديرًا للتفتيش في وزارة الخارجية والمغتربين في بيروت.
- سفير لبنان في الأردن.
- قائمًا بالأعمال في سفارة لبنان في سيول، كوريا الجنوبية.
- قائمًا بالأعمال في سفارة لبنان في بلجيكا والإتحاد الأوروبي.
- القائم بالأعمال بالوكالة (مهمة خاصة) سفارة لبنان في أبيدجان – ساحل العاج.
- سفارة لبنان في الرباط – المغرب.
- مديرية المراسم في وزارة الخارجية والمغتربين في بيروت.
- مدير مكتب الأمين العام مديرية الشؤون السياسية والقنصلية.[9]

### وزير الخارجية والمغتربين
تولى رجي منصب وزير الخارجية والمغتربين في حكومة نواف سلام في 8 فبراير 2025. فبعد الاشتباكات التي اندلعت في منطقة مطار بيروت الدولي بين أنصار حزب الله والجيش اللبناني بسبب قرار منع الطائرات الإيرانية من الهبوط هناك، كُلف لمعالجة مسألة الرحلات الجوية بين طهران وبيروت وتأمين عودة المسافرين اللبنانيين الموجودين في إيران. ولكنه فشل في ذلك وقامت شركة طيران الشرق الأوسط بإذلال المواطنين اللبنانيين وذلك كان وفق معايير طائفية وانتقائية حتى ان قام العراق بتسيير امور المسافرين العالقين في إيران وتأمين عودتهم و عودة أمتعتهم التي رفضت شركة طيران الشرق الأوسط أصلاً تحميلها 
في 22 مارس 2025، اتصل رجي بوزراء خارجية مصر والأردن وفرنسا، وبمورغان أورتاغوس نائبة المبعوث الأمريكي للسلام في الشرق الأوسط، وناتاشا فرانشيسكي نائبة مساعد وزير الخارجية الأمريكي لشؤون الشرق الأوسط، وطلب في هذه الاتصالات الضغط على إسرائيل لوقف هجماتها على لبنان. كما تحدث في هذا السياق مع أمين عام جامعة الدول العربية أحمد أبو الغيط، والممثلة العليا للسياسة الخارجية الأوروبية، ونائب رئيس المفوضية كايا كالاس.
وأثارت اتصالات رجي جدلًا شديدًا، حيث ادّعى بعض الصحف أنّ رجي يركز على حزب الله وانتهاكاته لقرار 1701، ويتجاهل مسؤولية إسرائيل وأمريكا عن الوضع.
وفي موضوع نزع سلاح حزب الله كشرط رئيسي لإعادة بناء الدولة واستقرارها، قال رجي في 10 أبريل 2025 إن من الواضح أن "لا إعادة إعمار ومساعدات دولية قبل حصرية السلاح شمال الليطاني وجنوبه". وجاء ذلك بعد زيارة المبعوثة الأمريكية مورغان أورتاغوس للبنان، التي تحدثت خلالها عن تنفيذ قرار 1701، نزع سلاح حزب الله وقضايا أخرى. وبعد أن كتب السفير الإيراني لدى لبنان، مجتبى أماني، في تغريدة له في منصة إكس، أن نزع سلاح حزب الله هو "مؤمرة واضحة ضد الدول"، فاستدعاه الوزير رجي احتجاجًا على موقفه الانتقادي في الموضوع، ليبلّغ السفير الإيراني بالموقف الرسمي للوزارة الرافض لما كتبه.
وفي 6 أغسطس 2025 أعلن رجي في أن الحكومة اتخذت قرارًا حاسمًا ونهائيًا بشأن حصر السلاح بيد الدولة، ونزع سلاح حزب الله غير الشرعي مؤكّدًا عدم إمكانية التراجع عن هذا القرار. ويأتي هذا الإجراء ضمن خطة رسمية تكلف الجيش اللبناني بوضع آلية تنفيذية لضمان تطبيق الحصر بحلول نهاية العام، استجابةً لتطلعات المواطنين اللبنانيين وضمن إطار تعزيز مؤسسات الدولة واستقرارها.